# Fant (karta)
Fant ali Poba je igralna karta, po moči višja od številčnih kart in manjša od Kavala, Kraljice in Kralja.